# Olympische Sommerspiele 2016/Teilnehmer (Oman)
| Gelbes Symbol für Goldmedaillen mit stilisierten Olympischen Ringen | Graues Symbol für Silbermedaillen mit stilisierten Olympischen Ringen | Braundes Symbol für Bronzemedaillen mit stilisierten Olympischen Ringen |
| ------------------------------------------------------------------- | --------------------------------------------------------------------- | ----------------------------------------------------------------------- |
| —                                                                   | —                                                                     | —                                                                       |

Oman nahm an den Olympischen Spielen 2016 in Rio de Janeiro teil. Es war die insgesamt neunte Teilnahme an Olympischen Sommerspielen. Das NOC al-Ladschna al-ulimbiyya al-ʿumaniyya nominierte vier Athleten in zwei Sportarten.

## Teilnehmer nach Sportarten

### Leichtathletik
Laufen und Gehen
| Athleten          | Wettbewerb | Vorlauf | Vorlauf | Runde 1 | Runde 1 | Halbfinale    | Halbfinale    | Finale        | Finale        | Rang |
| Athleten          | Wettbewerb | Zeit    | Rang    | Zeit    | Rang    | Zeit          | Rang          | Zeit          | Rang          | Rang |
| ----------------- | ---------- | ------- | ------- | ------- | ------- | ------------- | ------------- | ------------- | ------------- | ---- |
| Frauen            |            |         |         |         |         |               |               |               |               |      |
| Mazoon al-Alawi   | 100 m      | 12,30 s | 7       | 12,43 s | 62      | ausgeschieden | ausgeschieden | ausgeschieden | ausgeschieden | 62   |
| Männer            |            |         |         |         |         |               |               |               |               |      |
| Barakat al-Harthi | 100 m      | –       | –       | 10,22 s | 26      | ausgeschieden | ausgeschieden | ausgeschieden | ausgeschieden | 26   |

### Schießen
| Athleten            | Wettbewerb                               | Qualifikation   | Qualifikation | Finale          | Finale        | Ringe/ Scheiben | Rang |
| Athleten            | Wettbewerb                               | Ringe/ Scheiben | Rang          | Ringe/ Scheiben | Rang          | Ringe/ Scheiben | Rang |
| ------------------- | ---------------------------------------- | --------------- | ------------- | --------------- | ------------- | --------------- | ---- |
| Frauen              |                                          |                 |               |                 |               |                 |      |
| Wadha Al Balushi    | Luftpistole 10 Meter                     | 379,0           | 26            | ausgeschieden   | ausgeschieden | 379,0           | 26   |
| Männer              |                                          |                 |               |                 |               |                 |      |
| Hamed Said Alkhatri | Kleinkaliber Dreistellungskampf 50 Meter | 1138            | 43            | ausgeschieden   | ausgeschieden | 1138            | 43   |